# Penstemon lentus
Penstemon lentus är en grobladsväxtart som beskrevs av Francis Whittier Pennell. Penstemon lentus ingår i släktet penstemoner, och familjen grobladsväxter. Utöver nominatformen finns också underarten P. l. albiflorus.